# Hélène de Ron
Hélène (Helena) de Ron, född 18 juli 1840 i Alfta, död 27 februari 1912 i Engelbrekts församling, Stockholm, var en svensk kompositör och språklärare.

## Biografi
Hélène (Helena) de Ron föddes 18 juli 1840 på Svabensverk i Alfta. Hon var dotter till brukspatronen Jakob de Ron (1807-1871) och Eva Albertina Fahlström (född 1813). Familjen flyttade 1849 till Gävle. 1851 flyttade familjen till Stockholm. Där kom hon att studera komposition på Kungliga Musikaliska Akademien. Hélène de Ron flyttade tillsammans med sina föräldrar 1863 till Paris. 
I Paris arbetade hennes far med affärsverksamhet och Hélène hjälpte till med arbetet. 1870 inträffade belägringen av Paris. Det var ont om både mat och ved så att man till och med fick hugga sönder sina egna möbler. För varje dag som gick kom tyskarnas bomber allt närmre de kvarter som de Ron bodde på. Under belägringen var Hélènes far väldigt sjuk och de trodde att man vilken dag som helst skulle behöva flytta honom till källaren, för att fly undan granaterna. Belägringen av staden slutade innan kriget nådde deras kvarter. Men hennes far avled 12 februari 1871.
Efter kriget hjälpte Hélène till i affären på sin brors företag som höll på med träexport och järnexport. Företaget var representant för Anton Wilhelm Frestadius. Vid sidan av arbetade hon som värdinna i hemmet, tillsammans med sin mor. De hade gäster från hela Skandinavien som bodde i deras hem från 1860-talet till 1880-talet. 1882 avled Hélènes bror och några år efter lämnade hon företaget och startade ett pensionat.
1891 flyttade Hélène hem till Sverige. Hon började 1892 arbeta som språklärare vid flera olika flickskolor i Stockholm. Hon arbetade även som språklärare till elever i hemmet. Hélène avled 27 februari 1912 i Engelbrekts församling, Stockholm.
Under sin livstid fullbordade hon ett släktforsknings arbete över släkten de Ron. Arbete var påbörjat av hennes bror Martin de Ron, som hade avlidit. Forskningen sträckte sig ända bak till 1300-talet.

## Verklista
Lista över kompositioner av Hélène de Ron.

### Sång och piano
- Du är min ro. Text av Zacharias Topelius. Komponerad 1866.[8]

- Erotisk elegie. Komponerad 1866 i Paris.[8]

1. Klagan "Klaga ej mera för munken".
2. Tröst "Fritt må siracon kring öronen pipa".

- Lärkröster i maj "O du lummiga lund!". Text av Zacharias Topelius. Komponerad 1867.[8]